# Diospyros platanoides
Diospyros platanoides är en tvåhjärtbladig växtart som beskrevs av Letouzey och Frank White. Diospyros platanoides ingår i släktet Diospyros och familjen Ebenaceae. Inga underarter finns listade i Catalogue of Life.